# Duodezformat

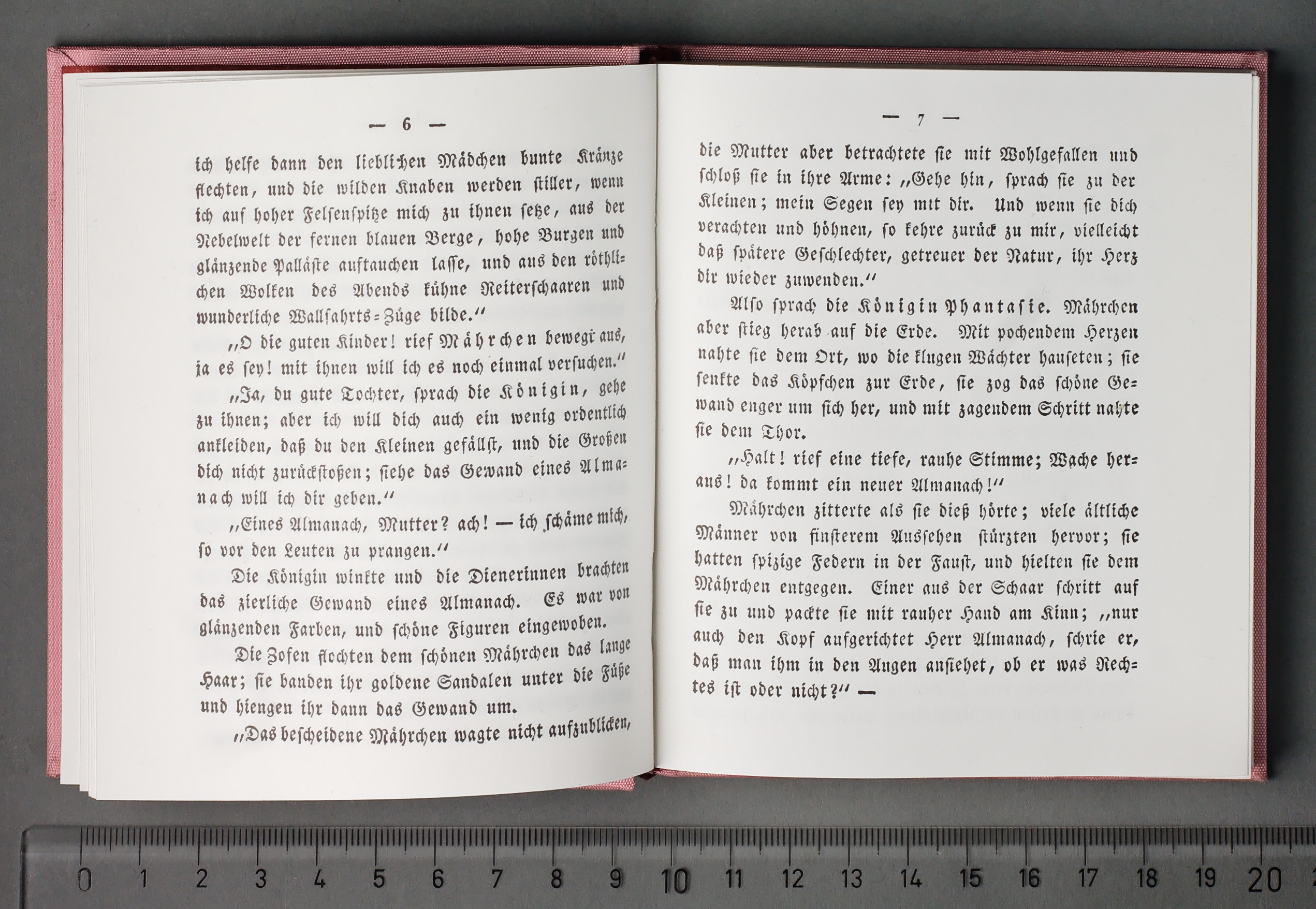
Aufgeschlagenes Buch mit einer Rückenhöhe von 12,5 cm (Märchen-Almanach auf das Jahr 1826)

Das Duodezformat (von lateinisch duodecim – ‚zwölf‘, Abkürzung 12°) ist ein altes, kleines Schreibheft- oder Buchformat, bei welchem ein Papierbogen in zwölf Blätter (24 Seiten) gebrochen wurde.
Die Größe eines Papierbogens änderte sich im Laufe der Zeit. Zunächst war sie völlig willkürlich und hing je nach Zeitalter von der Größe des Pergamentes oder (später) der Schöpfform ab. Seit 1883 bemühte man sich in Deutschland, die Bogengrößen zu vereinheitlichen. Es entstanden zwölf Normalformate, von denen die Nummer 1 ungebrochen oder in plano 33 cm × 42 cm maß.